# Ulvsund
Ulvsund är ett sund i Danmark. Det ligger i Region Själland, i den sydöstra delen av landet, 80 km söder om huvudstaden Köpenhamn.